# 한국과학기술출판협회
한국과학기술출판협회는 과학기술출판의 건전한 발전을 위해 우수한 과학기술 저술인의 발굴육성, 정보교환과 전문편집인력육성, 과학기술출판을 통하여 과학기술문화의 저변확대와 국가발전을  위한 과학기술 향상에 기여할 목적으로 1988년 1월 28일 설립허가된 대한민국 미래창조과학부 소관의 사단법인이다. 사무실은 서울특별시 마포구 신수동 448-6, 한국출판협동조합 2층에 있다.